# Martí Roca de Torres
Martí Roca de Torres (* 1980 oder 1981 in Barcelona) ist ein professioneller spanischer Pokerspieler. Er gewann 2017 das Main Event der World Series of Poker Europe.

## Persönliches
Roca de Torres machte Abschlüsse in Wirtschaftswissenschaften, Lehramt, Local Finance und Jura. Er arbeitete vor seiner Pokerkarriere als Lehrer. Roca de Torres ist verheiratet, zweifacher Vater und lebt in Mataró.

## Pokerkarriere
Roca de Torres spielt auf der Onlinepoker-Plattform 888poker unter dem Nickname Iquinze. Ab November 2019 wurde er für über ein Jahr von der Plattform partypoker gesponsert, auf der er als MartiRoca spielte.
Seine erste Geldplatzierung bei einem Live-Turnier erzielte Roca de Torres im Dezember 2013 in Lloret de Mar. Im August 2015 belegte er beim Main Event der Estrellas Poker Tour in Barcelona den 70. Platz und erhielt 6000 Euro. Anfang November 2017 spielte er das Main Event der World Series of Poker Europe im King’s Resort in Rozvadov, für das er sich zuvor online über 888poker qualifiziert hatte. Dort setzte sich Roca de Torres gegen 528 andere Spieler durch und erhielt eine Siegprämie von über 1,1 Millionen Euro sowie ein Bracelet. Mitte Dezember 2017 wurde er beim Main Event der letzten Austragung der PokerStars Championship in Prag 50. und sicherte sich 14.100 Euro. Seitdem blieben größere Turniererfolge aus.
Insgesamt hat sich Roca de Torres mit Poker bei Live-Turnieren knapp 1,5 Millionen US-Dollar erspielt.